# My Prerogative (versión de Britney Spears)
«My Prerogative» es una versión de la canción del mismo nombre de Bobby Brown, interpretada por la cantante estadounidense Britney Spears e incluida originalmente en su primer álbum de grandes éxitos, Greatest Hits: My Prerogative (2004). Brown compuso la canción junto con Gene Griffin y Teddy Riley en 1988 como una respuesta a quienes criticaron su salida de la banda New Edition. Por su parte, la versión incorporó influencias de la música de Bollywood, sintetizadores y efectos vocales con producción a cargo del dúo sueco Bloodshy & Avant, el que previamente produjo para la cantante el éxito «Toxic» de In the Zone (2003). El 15 de septiembre de 2004 el sello discográfico Jive Records la estrenó como primer sencillo del álbum, tras lo cual fue catalogada como una respuesta rebelde de la cantante frente a quienes criticaron su matrimonio con el bailarín Kevin Federline.
El director del video musical fue el británico Jake Nava, quien trabajó por primera vez con la cantante, tras dirigir trabajos como «Crazy in Love» de Beyoncé con Jay-Z (2003). Su trama cuenta con la aparición de Federline e inicia cuando Spears conduce un automóvil a toda velocidad durante la noche y cae en la piscina de una mansión, en medio de una fiesta. Las escenas siguientes la muestran dentro de la propiedad y se interponen con tomas en las que se revuelca en lencería en una cama. Hacia el desenlace se revela que la fiesta correspondía a su matrimonio con Federline, con quien finalmente se casa en la entrada de una discoteca. El video se estrenó el 16 de septiembre de 2004 en el programa Total Request Live de MTV, tras lo cual fue comparado con «Like a Virgin» de Madonna (1984) y catalogado como uno de los mejores trabajos de Nava.
Aunque Spears nunca la presentó en vivo, la versión alcanzó el número dos en la lista de ventas de Europa, donde fue su decimoquinto sencillo en ubicarse entre los diez primeros lugares. Además, debutó como número uno en Finlandia, Irlanda, Italia y Noruega, y se situó entre los diez primeros éxitos semanales en Alemania, Australia, Austria, Bélgica, Dinamarca, España, Hungría, los Países Bajos, Suecia, Suiza y el Reino Unido, donde la BPI lo certificó como disco de plata tras vender 200 000 copias. En Australia y Noruega además recibió certificaciones de disco de oro de la ARIA y la IFPI, luego de comercializar 35 000 y 5000 ejemplares, respectivamente, mientras que en Estados Unidos obtuvo la certificación de disco de oro de la RIAA, tras vender 500 000 descargas y a pesar de que fue el tercer sencillo en la carrera de la intérprete que no consiguió ingresar a la lista Billboard Hot 100.

## Antecedentes
En junio de 2004, Spears anunció que se casaría con Kevin Federline, uno de los bailarines de la gira The Onyx Hotel Tour. La prensa amarilla cubrió ampliamente la noticia, dado que Federline y su exesposa esperaban un segundo hijo, y en enero del mismo año la cantante se había casado durante 55 horas con un amigo de la infancia. En respuesta, la artista declaró a la revista People: «¿Sabes qué? Es mi vida y no me importa lo que piensen. Me voy a casar. Estoy enamorada de él».
A fines del mismo mes los medios anticiparon que en noviembre lanzaría su primer álbum de grandes éxitos, el que promocionaría con un sencillo inédito en septiembre. Jive Records confirmó la noticia el 13 de agosto de 2004 cuando anunció que el álbum se titularía Greatest Hits: My Prerogative y que su sencillo principal sería una versión de «My Prerogative» de Bobby Brown. Brown compuso la canción original junto con Teddy Riley y Gene Griffin en 1988, tras lo cual consiguió su único número 1 en la lista Billboard Hot 100. El anuncio enseguida llevó a los medios a interpretar la versión como una respuesta rebelde de la cantante tras su compromiso con Federline.
La canción fue producida por el dúo sueco Bloodshy & Avant —conformado por Christian Karlsson y Pontus Winnberg—, un año después de haber producido varias canciones para In the Zone, incluyendo «Showdown», «Toxic», «I've Just Begun (Having My Fun)» y «Do Somethin'», siendo esta última inédita hasta la publicación de Greatest Hits: My Prerogative. El dúo grabó la instrumentación en los Murlyn Studios, en Estocolmo, con una interpretación en guitarra de su colega Henrik Jonback, mientras que Spears grabó las voces en el Teldex Studio, en Berlín, con coros de BlackCell y Emma Holmgren. Luego, Nicklas Flyckt mezcló la instrumentación y las voces con arreglos de Steven Lunt.
En un comienzo Jive Records anunció que la estrenaría el 14 de septiembre de 2004, pero el público pudo escucharla desde cuatro días antes dado el lanzamiento del mixtape The Future of R&B de Real Tapemasters Inc., donde fue la décima segunda pista. Pese al anuncio inicial y a la filtración, finalmente la estrenó en las radios el miércoles 15 de septiembre, mismo día en que publicó el listado de canciones de Greatest Hits: My Prerogative y confirmó que su fecha de lanzamiento definitiva sería el 9 de noviembre. La discográfica usó una fotografía tomada en el rodaje del video de «I Love Rock 'n' Roll» (2002) para la portada del sencillo y además encargó las remezclas oficiales a Armand Van Helden y X-Press 2, y en 2009 la incluyó en varias ediciones de The Singles Collection.
Más de veinte años después de la publicación, en 2025, Brown declaró que si bien siempre escuchaba las versiones o muestreos de sus canciones antes de autorizar su uso, sentía que ninguna le hacía justicia a sus trabajos originales y además especificó: «Britney Spears destrozó "Prerogative". Teddy Riley la produjo, pero fue una masacre que no pude soportar. La aprobé solo porque era Britney Spears y pensé… Teddy Riley también está involucrado, así que, ya sabes, pero sentí que fue una masacre».

## Composición

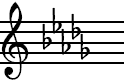
La versión está compuesta en la tonalidad re bemol mayor.

La versión incluyó sintetizadores y elementos pop rock típicos de las producciones de Bloodshy & Avant, excluyendo el bajo y el sonido new jack swing de la canción original. También incorporó elementos de la música de Bollywood y una introducción donde Spears expresa con voz desafiante: «People can take everything away from you, but they can never take away your truth. But the question is: Can you handle mine?» —«La gente puede arrebatártelo todo, pero nunca podrá arrebatarte tu verdad. Mas la pregunta es: ¿Puedes con la mía?»—. El resto de la letra es igual a la original, pero con adaptaciones a una perspectiva femenina en las frases: «Getting boys is how I am» y «I really don't know the deal about my sister» —«Ligar con chicos es lo mío» y «Realmente no conozco el trato con mi hermana»—, mientras que el estribillo está conformado por la línea original: «Everybody's talking all this stuff about me. Why don't they just let me live? I don't need permission, make my own decisions. That's my prerogative» —«Todo el mundo está hablando de todas estas cosas de mí. ¿Por qué no me dejan vivir? No necesito permisos, tomo mis propias decisiones. Esa es mi prerrogativa»—. La versión además está compuesta en la tonalidad re bemol mayor, presenta un tempo moderado de 100 pulsaciones por minuto y cuenta con un registro vocal de Spears que se extiende desde la nota fa3 hasta la nota si bemol mayor4.

## Recepción crítica
La versión tuvo una recepción crítica más bien negativa. Christy Lemire de msnbc.com la catalogó de «totalmente innecesaria», Andy Jex de MusicOMH la llamó «malísima» y Stephen Thomas Erlewine de Allmusic la describió como «una versión inútil que parece existir solo para su video musical». Paralelamente, Annabel Leathes de la BBC sostuvo que es una «readaptación sombría que está al acecho entre las canciones buenas» de Greatest Hits: My Prerogative y Louis Pattison de NME escribió: «Britney está tildada de niñita popular descarrilada y, a juzgar por la actitud desafiante de "My Prerogative", es un papel con el que parece cada vez más satisfecha», mientras que Mary Awosika de Sarasota Herald-Tribune señaló: «Hay que imaginarse la melodía original acompañada con violines eléctricos, un bajo superpotente y la voz susurrante de Spears medio cantando medio hablando, y se obtiene su versión de "My Prerogative"».
Por otro lado, D. Spence de IGN sostuvo que la letra encajó perfectamente con la relación que la cantante entonces tenía con los medios y además especificó: «Es como un mashup entre la producción de estilo vintage de Prince, el pavoneo de Cameo y los bochornos de Madonna, pero nunca parece captar el brillo y la gloria de cualquiera de ellos». Paralelamente, John Mitchell de MTV escribió: «La versión marcó el comienzo de una desafiante nueva era para la estrella del pop. Fue esencialmente el modo de levantar el dedo medio a quienes criticaban las decisiones que tomaba en su vida personal en 2004, específicamente su relación con Kevin Federline». Entre las reseñas positivas, Sarah Hepola de Salon.com señaló que «se convirtió en un himno para la rebelión adolescente» y Kelefa Sanneh de The New York Post escribió: «Acompañada de tambores, la señorita Spears reduce el estribillo de dos notas a un gruñido llano y efectivo», mientras que el director Quentin Tarantino sostuvo que lo inspiró durante la producción de su película Inglourious Basterds (2009).

## Video musical

### Rodaje
Spears rodó el video musical en agosto de 2004, en la propiedad The Paramour Mansion de Silver Lake, bajo la dirección del británico Jake Nava, con quien trabajó por primera vez y quien anteriormente había dirigido videoclips como «Milkshake» de Kelis (2003) y «Crazy in Love» de Beyoncé con Jay-Z (2003), Para entonces, Spears tenía 23 años y no podía realizar coreografías tras la lesión que sufrió durante las grabaciones del videoclip de «Outrageous». Al respecto, su madre Lynne Spears anticipó: «Ya que la rodilla de Britney le impide hacer coreografías, el video se basa en captura de primeros planos magníficos y movimientos muy sutiles. Además, tiene elementos del antiguo glamour y misterio de Hollywood». El trabajo además contó con la aparición del hermano de la cantante, Bryan Spears, y con la participación de su entonces novio Kevin Federline como protagonista masculino, con quien se casó el 18 de septiembre de 2004.

### Trama

El video inicia cuando Spears conduce un Porsche 928, con el que cae en la piscina de una mansión. Desde allí sale a la superficie y comienza a cantar sobre el capó sumergido del deportivo.

El video comienza cuando Spears conduce un Porsche 928 a toda velocidad durante la noche en Hollywood Hills, pasa por una rampla y cae en la piscina de una mansión en la que se celebra una fiesta. Empapada, sale a la superficie del agua y canta la primera estrofa sobre el capó sumergido del automóvil mientras lleva un vestido negro, medias y tacones altos. Las escenas siguientes la muestran en la cocina de la mansión, donde una empleada tira la amarra del vestido y Spears queda solo con un corsé oscuro con transparencias. Así entra en un estudio y encuentra a un hombre —interpretado por Federline— que fuma sentado en un sillón y ve una proyección en blanco y negro de estilo pornográfico, donde Spears se mueve sobre una cama, vestida solo con ropa interior blanca. Tomando una varilla y enseñando su silueta, la cantante se cruza entre la proyección y el hombre, y lo besa.
Las escenas siguientes muestran cuando dos empleadas le ponen una chaqueta corta de piel blanca y luego la cantante se dirige a una habitación, se sienta en una cama y toma otro vestido negro. En seguida se interponen varias escenas mientras canta: unas sentada en un sillón y otras en una cama, ataviada con el vestido negro y un collar, y otras desprendidas de la cinta que el hombre veía en el estudio. Así sale a las afueras de la mansión, donde los asistentes de la fiesta esperaban un suceso hasta entonces desconocido: su llegada para iniciar su matrimonio con el hombre del estudio. Las escenas siguientes muestran cuando un padre negro casa a la pareja en un altar al aire libre, tras el cual se encuentra un lugar que desprende destellos de luces rojas. El sitio resulta ser una discoteca, donde la pareja festeja tras casarse. El video termina con la escena final de la proyección en blanco y negro, cuando Spears mira hacia la cámara.

### Estreno y recepción

El video de la versión figuró durante cuarenta y siete días entre los diez trabajos más solicitados por la audiencia en el programa Total Request Live de MTV, donde fue el más pedido durante cuatro oportunidades.

El video se estrenó el jueves 16 de septiembre de 2004 en Total Request Live de MTV, programa que publicaba una lista diaria de los diez trabajos más solicitados por el público y donde cada videoclip se podía emitir durante un máximo de 50 días, tras lo cual se «enviaba al retiro» y se dejaba de transmitir. El mismo día el video debutó en el sexto puesto de la lista, luego fue número uno durante cuatro días y figuró un total de cuarenta y siete días no consecutivos en el programa, con lo cual solo le faltaron tres días para el retiro, siendo el tercer trabajo de la cantante en no conseguirlo, después de «I'm a Slave 4 U» (2001) y «Me Against the Music» (2003).
En cuanto a su recepción crítica, Rolling Stone señaló que se hizo más conocido por «ser una respuesta desafiante de Britney a cualquier persona que pensara que su rápido romance con Kevin Federline era una mala idea» y comparó sus escenas en la cama con el estilo del video de «Like a Virgin» de Madonna (1984). También en referencia a dichas escenas, Jennifer Vineyard de MTV sostuvo que tenían el estilo de las películas pornográficas de las décadas de 1940 y 1950. Por su lado, Becky Bain de Idolator comparó la inclusión de Federline con la de Ben Affleck en el video de «Jenny from the Block» de Jennifer Lopez (2002), pues Affleck era el novio de entonces de Lopez, mientras que James Montgomery de MTV lo catalogó como uno de los mejores videos pop dirigidos por Nava y especificó: «Britney hace que un Porsche caiga en una piscina. ¿Qué más necesitas saber?». Además, John Boone de E! Francia lo catalogó como el décimo mejor video de la cantante en 2013 y lo llamó «tan malditamente sexy», y Jarett Wieselman de New York Post lo catalogó tan bueno como los clips de «Lucky» (2000) e «If U Seek Amy» (2009), y escribió: «La canción comienza con "Dicen que estoy loca, realmente no me importa", pero cuando este video debutó en 2004 la verdad es que a Britney le debería haber importado, ya que le quedaba menos de un año para el inicio de su espiral descendente. Sin embargo, el video lleno de caos es más interesante de lo que los fanáticos acreditan».
En el mismo año el metraje de las escenas en la cama se incluyó en el DVD Greatest Hits: My Prerogative como una versión alternativa del videoclip, mientras que el 25 de octubre de 2009 se publicó la versión original en el canal de YouTube de la cantante, donde recibió más de cincuenta y dos millones de reproducciones hasta 2025.

## Rendimiento comercial

«My Prerogative» fue la cuarta canción de la cantante que en 2004 ingresó a la lista Pop Songs de Billboard. Así, Spears y Usher fueron los artistas que ubicaron la mayor cantidad de canciones en la lista en aquel año.

La versión no tuvo un éxito mayor en Estados Unidos. Sus principales logros los registró en la lista Pop Songs, donde debutó en el puesto número 28, según la edición del 9 de octubre de 2004 de la revista Billboard, y donde Spears registró su decimocuarto ingreso en lo que iba de la década, el mayor total registrado hasta entonces, y el décimo sexto desde que inició su carrera, siendo la cuarta artista con más ingresos en la historia, después de Madonna, Janet Jackson y Mariah Carey. En la misma edición, la versión debutó en la novena posición de la lista Bubbling Under Hot 100, mientras que dos semanas después, alcanzó los puestos número 22 de la lista Pop Songs y número 1 de la Bubbling Under Hot 100. Aunque fue su tercer sencillo en no figurar en la Billboard Hot 100, después de «I'm Not a Girl, Not Yet a Woman» y «Boys» de Britney (2001), el 24 de octubre de 2023, la RIAA lo certificó como disco de oro tras vender 500 000 descargas en el país.
En Europa debutó en el segundo puesto de la lista European Hot 100, siendo su decimoquinto sencillo en ubicarse entre los diez primeros lugares. Además debutó en el primer lugar de las listas de Finlandia, Italia, Irlanda y Noruega, donde recibió la certificación de disco de oro de la IFPI por ventas de 5000 copias, y se situó entre los diez primeros éxitos semanales en Alemania, Austria, Dinamarca, España, Hungría, los Países Bajos y Suiza, así como también en Bélgica y Suecia, donde fue una de las canciones más exitosas del año. En el Reino Unido debutó en el tercer puesto de la lista UK Singles Chart, donde fue su decimoquinto sencillo en situarse entre los diez primeros lugares, tras ser superado por los ingresos de «Just Lose It» de Eminem y «Lose My Breath» de las Destiny's Child. A fines de 2004 la OCC lo ubicó en el puesto número 69 en la lista de las canciones más exitosas del año, mientras que en 2010 lo reportó como el decimonoveno sencillo más vendido de la cantante en el país. Posteriormente, el 6 de junio de 2025, la BPI lo certificó como disco de plata luego de comercializar 200 000 copias.
En Australia debutó en la séptima posición y fue su décimo sencillo en ubicarse entre los diez primeros lugares. Además, recibió la certificación de disco de oro de la ARIA, tras vender 35 000 copias, y fue una de las cien canciones más exitosas del año.

## Formatos
| Sencillo en CD europeo |                                        |          |  |
| N.º                    | Título                                 | Duración |  |
| 1.                     | «My Prerogative»                       | 3:33     |  |
| 2.                     | «My Prerogative» (X-Press 2 Vocal Mix) | 7:18     |  |

| Sencillo en CD europeo |                     |          |  |
| N.º                    | Título              | Duración |  |
| 1.                     | «My Prerogative»    | 3:33     |  |
| 2.                     | «Chris Cox Megamix» | 3:48     |  |

| Maxisencillo |                                            |          |  |
| N.º          | Título                                     | Duración |  |
| 1.           | «My Prerogative»                           | 3:33     |  |
| 2.           | «My Prerogative» (Instrumental)            | 3:33     |  |
| 3.           | «My Prerogative» (X-Press 2 Vocal Mix)     | 7:18     |  |
| 4.           | «My Prerogative» (Armand Van Helden Remix) | 7:47     |  |
| 5.           | «My Prerogative» (X-Press 2 Dub)           | 7:18     |  |

| EP  |                                            |          |  |
| N.º | Título                                     | Duración |  |
| 1.  | «My Prerogative» (X-Press 2 Vocal Mix)     | 7:18     |  |
| 2.  | «My Prerogative» (X-Press 2 Radio Edit)    | 4:19     |  |
| 3.  | «My Prerogative» (Armand Van Helden Remix) | 7:47     |  |
| 4.  | «My Prerogative» (Armand Van Helden Dub)   | 7:35     |  |

| Disco de vinilo |                                            |          |  |
| N.º             | Título                                     | Duración |  |
| 1.              | «My Prerogative» (X-Press 2 Vocal Mix)     | 7:18     |  |
| 2.              | «My Prerogative»                           | 3:33     |  |
| 3.              | «My Prerogative» (Armand Van Helden Remix) | 7:47     |  |
| 4.              | «My Prerogative» (X-Press 2 Dub Edit)      | 7:18     |  |

| Descarga/Sencillo en CD de The Singles Collection (2009) |                                            |          |  |
| N.º                                                      | Título                                     | Duración |  |
| 1.                                                       | «My Prerogative»                           | 3:33     |  |
| 2.                                                       | «My Prerogative» (Armand Van Helden Remix) | 7:47     |  |

## Posicionamientos en listas

### Listas semanales
| País              | Lista                  | Primera semana          | Posición debut | Mejor posición | Semanas en la mejor posición | Semanas en la lista | Última semana           | Ref.   |
| ----------------- | ---------------------- | ----------------------- | -------------- | -------------- | ---------------------------- | ------------------- | ----------------------- | ------ |
| América           |                        |                         |                |                |                              |                     |                         |        |
| Estados Unidos    | Bubbling Under Hot 100 | 9 de octubre de 2004    | 9              | 1              | 1                            | 4                   | 30 de octubre de 2004   | [ 44 ] |
| Estados Unidos    | Pop Songs              | 9 de octubre de 2004    | 28             | 22             | 1                            | 5                   | 6 de noviembre de 2004  | [ 43 ] |
| Europa            |                        |                         |                |                |                              |                     |                         |        |
| Alemania          | Top 100 canciones      | 15 de noviembre de 2004 | 3              | 3              | 1                            | 12                  | 31 de enero de 2005     | [ 72 ] |
| Austria           | Top 75 canciones       | 14 de noviembre de 2004 | 7              | 7              | 1                            | 16                  | 6 de marzo de 2005      | [ 73 ] |
| Bélgica (Flandes) | Top 50 canciones       | 6 de noviembre de 2004  | 18             | 3              | 2                            | 13                  | 5 de febrero de 2005    | [ 74 ] |
| Bélgica (Valonia) | Top 50 canciones       | 6 de noviembre de 2004  | 15             | 3              | 1                            | 15                  | 12 de febrero de 2005   | [ 75 ] |
| Dinamarca         | Top 20 canciones       | 12 de noviembre de 2004 | 3              | 3              | 1                            | 7                   | 24 de diciembre de 2004 | [ 76 ] |
| España            | Top 20 canciones       | 7 de noviembre de 2004  | 11             | 2              | 2                            | 4                   | 6 de mayo de 2007       | [ 77 ] |
| Finlandia         | Top 20 canciones       | 10 de noviembre de 2004 | 1              | 1              | 1                            | 3                   | 24 de noviembre de 2004 | [ 49 ] |
| Francia           | Top 100 canciones      | 31 de octubre de 2004   | 51             | 18             | 1                            | 18                  | 27 de febrero de 2005   | [ 78 ] |
| Hungría           | Top 10 canciones       | 18 de diciembre de 2004 | 7              | 5              | 1                            | 3                   | 15 de enero de 2005     | [ 55 ] |
| Irlanda           | Top 50 canciones       | 4 de noviembre de 2004  | 1              | 1              | 1                            | 10                  | 3 de febrero de 2005    | [ 51 ] |
| Italia            | Top 20 canciones       | 4 de noviembre de 2004  | 1              | 1              | 1                            | 18                  | 17 de febrero de 2005   | [ 50 ] |
| Noruega           | Top 20 canciones       | 9 de noviembre de 2004  | 1              | 1              | 1                            | 17                  | 1 de marzo de 2005      | [ 52 ] |
| Países Bajos      | Top 100 canciones      | 6 de noviembre de 2004  | 10             | 10             | 1                            | 10                  | 8 de enero de 2005      | [ 79 ] |
| Reino Unido       | UK Singles Chart       | 13 de noviembre de 2004 | 3              | 3              | 1                            | 16                  | 20 de febrero de 2005   | [ 59 ] |
| Suecia            | Top 60 canciones       | 11 de noviembre de 2004 | 6              | 6              | 1                            | 16                  | 24 de febrero de 2005   | [ 80 ] |
| Suiza             | Top 100 canciones      | 14 de noviembre de 2004 | 4              | 4              | 1                            | 16                  | 20 de marzo de 2005     | [ 81 ] |
| Europa            | Top 100 canciones      | 13 de noviembre de 2004 | 50             | 2              | 1                            | 10                  | 5 de febrero de 2005    | [ 82 ] |
| Oceanía           |                        |                         |                |                |                              |                     |                         |        |
| Australia         | Top 50 canciones       | 15 de noviembre de 2004 | 7              | 7              | 1                            | 13                  | 7 de febrero de 2005    | [ 65 ] |
| Nueva Zelanda     | Top 40 canciones       | 15 de noviembre de 2004 | 17             | 17             | 1                            | 11                  | 24 de enero de 2005     | [ 83 ] |

| Predecesor: «Big Chips» de R. Kelly y Jay-Z     | Bubbling Under Hot 100 — Sencillo número 1 23 de octubre de 2004 — 29 de octubre de 2004 | Sucesor: «Daughters» de John Mayer  |
| Predecesor: «Resta in ascolto» de Laura Pausini | Top 20 canciones — Sencillo número 1 4 de noviembre de 2004 — 10 de noviembre de 2004    | Sucesor: «Vertigo» de U2            |
| Predecesor: «Call on Me» de Eric Prydz          | Top 50 canciones — Sencillo número 1 4 de noviembre de 2004 — 10 de noviembre de 2004    | Sucesor: «Vertigo» de U2            |
| Predecesor: «Real to Me» de Brian McFadden      | Top 20 canciones — Sencillo número 1 9 de noviembre de 2004 — 15 de noviembre de 2004    | Sucesor: «Call on Me» de Eric Prydz |
| Predecesor: «Unconditional Love» de Kwan        | Top 20 canciones — Sencillo número 1 10 de noviembre de 2004 — 16 de noviembre de 2004   | Sucesor: «Hypnotic» de Bomfunk MC's |

### Listas de fin de año
| País              | Lista             | Año  | Posición | Ref.   |
| ----------------- | ----------------- | ---- | -------- | ------ |
| Europa            |                   |      |          |        |
| Bélgica (Flandes) | Top 100 canciones | 2004 | 81       | [ 57 ] |
| Bélgica (Valonia) | Top 100 canciones | 2004 | 74       | [ 58 ] |
| Reino Unido       | Top 200 canciones | 2004 | 69       | [ 61 ] |
| Suecia            | Top 100 canciones | 2004 | 68       | [ 56 ] |
| Suiza             | Top 100 canciones | 2004 | 82       | [ 84 ] |
| Oceanía           |                   |      |          |        |
| Australia         | Top 100 canciones | 2004 | 93       | [ 67 ] |

## Certificaciones
| América        |              |      |                |         |        |
| Estados Unidos | RIAA         | 2023 | Disco de oro   | 500 000 | [ 46 ] |
| Europa         |              |      |                |         |        |
| Noruega        | IFPI Noruega | 2004 | Disco de oro   | 5000    | [ 53 ] |
| Reino Unido    | BPI          | 2025 | Disco de plata | 200 000 | [ 63 ] |
| Oceanía        |              |      |                |         |        |
| Australia      | ARIA         | 2004 | Disco de oro   | 35 000  | [ 66 ] |

## Créditos
- Britney Spears — voz, coro
- Bobby Brown — composición
- Gene Griffin — composición
- Teddy Riley — composición
- Bloodshy & Avant — grabación, producción, arreglos, instrumentación, programación, edición digital
- Steven Lunt — arreglos
- Nicklas Flyckt — mezcla
- Tobias Lehmann — ingeniería
- Uwe Lietzow — grabación
- Henrik Jonback — guitarra
- BlackCell — coro
- Emma Holmgren — coro

Fuente: Discogs.